# Argentinsk real
Argentinsk real var Argentinas valuta mellan år 1813 och år 1881. Från år 1822 blev den indelad i 10 décimos. Valutan sol fanns också under denna period och hade samma värde som realen. En peso var värd åtta reales och en escudo var värd 16 reales.

## Historia
Spansk-koloniala realer cirkulerade fram till år 1813, då Argentina började utfärda sina egna mynt. Från år 1820 utfärdades också sedlar. År 1826 introducerades peso moneda corriente och peso fuerte och fanns då endast som sedlar. År 1854 betecknades utfärdade mynt i centavos. Decimalisering skedde inte förrän år 1881, då realen ersattes med peso moneda nacional, med en kurs på åtta reales på en peso.

## Mynt

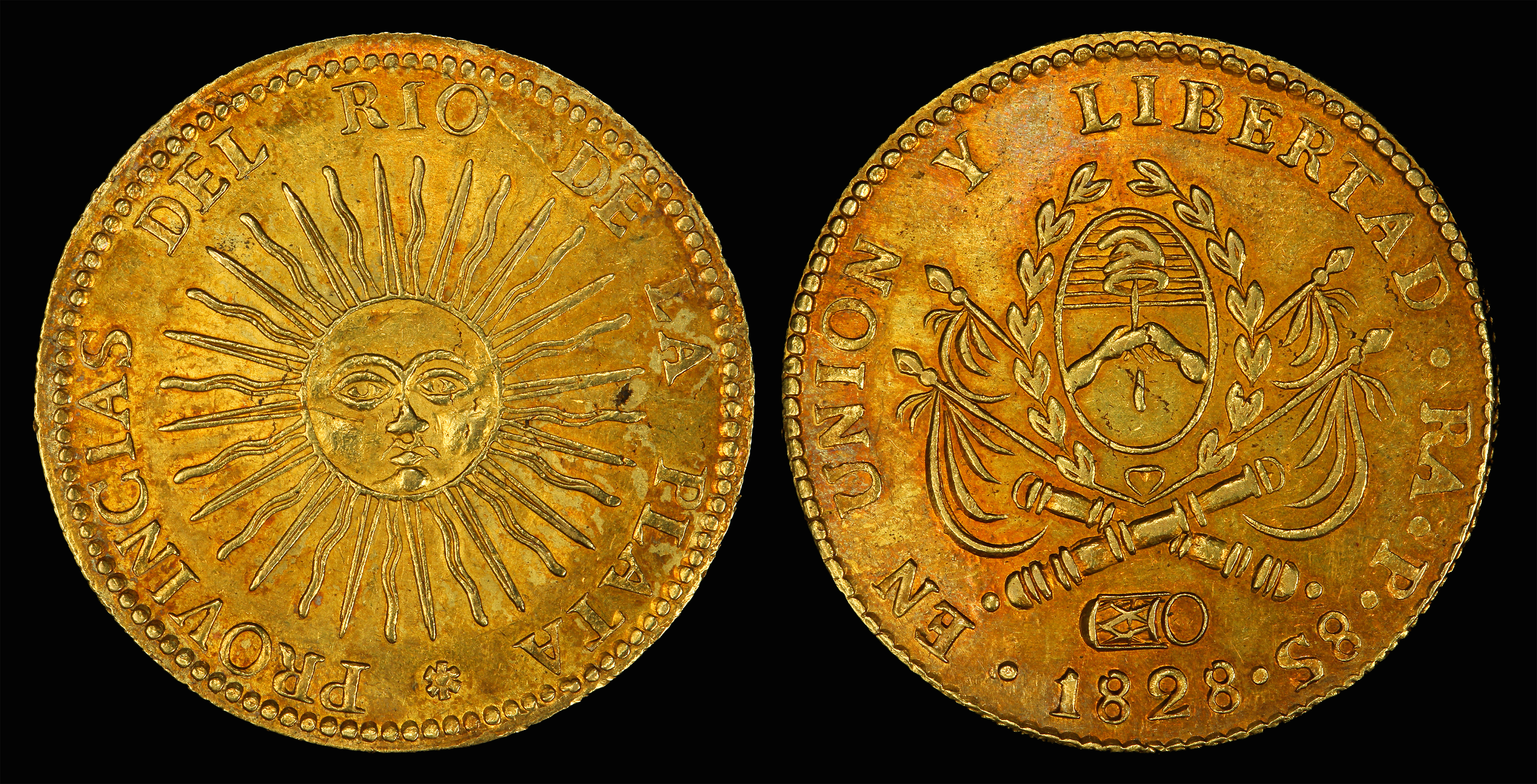
8 escudos från 1828.

Silvermynt utfärdades i namnet "Provincias del Río de la Plata" i valörerna ½, 1, 2, 4 och 8 reales och ½, 2, 4 och 8 soles, medan guldmynt (87,5%) utfärdades i valörerna 1, 2, 4 och 8 escudos.
Staten Buenos Aires utfärdade sina egna mynt med början år 1822. Dessa var betecknade i realer och décimos, där 10 décimos = en real. Mynt utfärdades i valörerna 1, 5, 10 och 20 décimos, tillsammans med ¼, ½ (Egentligen beskrivet som 5/10), 1 och 2 reales. Alla dessa var präglade i koppar. Andra provinser utfärdade mynt som var betecknade i reales (silver) och escudos (guld): Córdoba, Entre Ríos, La Rioja, Mendoza, Salta, Santiago del Estero och Tucumán. Eftersom dessa mynt var sällsynta var det vanligt att använda silvermynt från andra länder (Särskilt Bolivianska soles).
År 1854 utfärdades mynt i den "Argentinska konfederationens" namn i valörerna 1, 2 och 4 centavos. Detta utfärdande ledde inte till komplett decimalisering, som noterats ovan.

## Sedlar
År 1820 introducerade regeringen i provinsen Buenos Aires sedlar i valörerna 10, 20, 40, 50 och 100 pesos. Dessa kompletterades år 1823 med 1, 3 och 5 pesos. Banco de Buenos Ayres började utfärda sedlar år 1822 i valörerna 20, 50, 100, 200, 500 och 1000 pesos. Sedlar i 1 och 2 pesos introducerades år 1823.